# Zubkowa
Zubkowa (biał. Зубкова; ros. Зубково) – wieś na Białorusi, w obwodzie brzeskim, w rejonie stolińskim, w sielsowiecie Glinka.
W pobliżu wsi znajduje się kopalnia torfu Glinka.